# Széthi-Merenptah
Széthi-Merenptah ókori egyiptomi herceg a XIX. dinasztia végén, II. Széthi fáraó fia. Nem tévesztendő össze apjával, akit szintén Széthi-Merenptahként említenek herceg korában.
Ábrázolják apja mögött annak karnaki kis templomában, ahol alakját egy másik személy, feltehetőleg Bay kancellár kivésett alakja helyére vésték. Egy feltételezés szerint Széthi-Merenptah apja uralkodásának utolsó évében született és Sziptah 4. évében halt meg, még gyermekként; de ez nem bizonyított.